# Ariel Ltd
Ariel Ltd ist ein britischer Automobilhersteller mit Sitz in Crewkerne (South Somerset), der unter dem Markennamen Ariel Fahrzeuge anbietet. Der gleiche Markenname wurde bereits bis 1970 von Ariel genutzt.

## Modelle

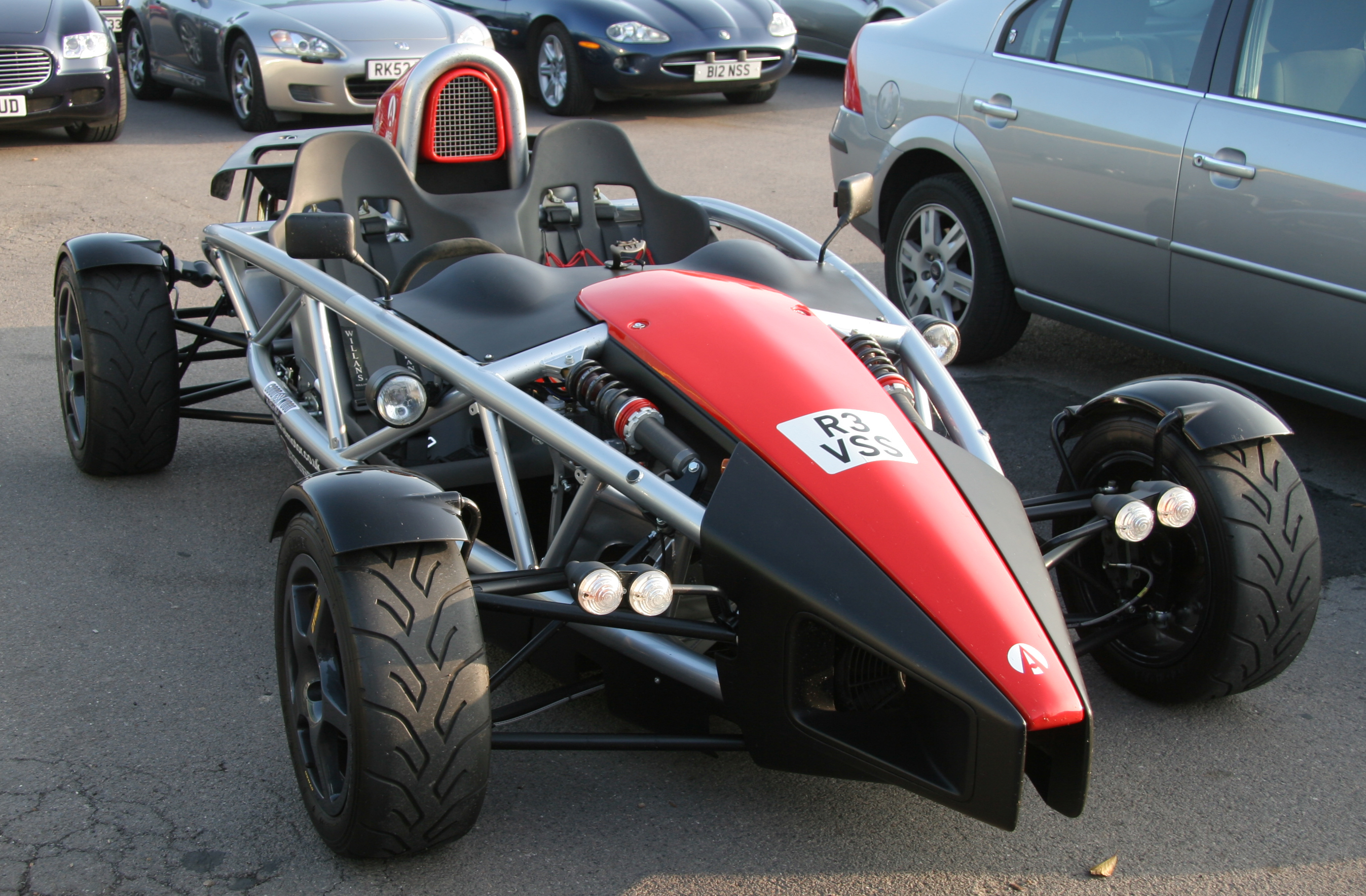
Ariel Atom

Ariel baut entsprechend der ursprünglichen Philosophie innovative und leistungsorientierte Automobile. Das Sortiment besteht heute aus drei Modellen:
- Ariel Atom, spartanisches, rennwagenartiges Auto
- Ariel Hipercar, spartanisches, rennwagenartiges Elektroauto
- Ariel Nomad, Buggy
- Ariel Ace, Motorrad